# О рождении, воспитании, доблести и женитьбе Робин Гуда
О рождении, воспитании, доблести и женитьбе Робин Гуда (англ. Robin Hood's Birth, Breeding, Valour, and Marriage, Child 149, Roud 3991) — народная баллада английского происхождения, входящая в корпус историй, повествующих о Робин Гуде. Известна в трёх версиях, две были собраны Сэмюэлем Пипсом, и одна, более ранняя, находится в Роксбургском собрании. По названию можно предположить, что баллада представляет собой своего рода героическую биографию, однако на самом деле по своему характеру она является смесью различных элементов, заимствованных не только из более традиционных историй о Робин Гуде.

## Сюжет
Робин рождён в ноттингемширском городе Локсли. Его отец — лесник, мать — дочь рыцаря Гая из Уорикшира, её брат, Гамвелл — сквайр и владелец поместья. В канун Рождества Робин с матерью отправляются в Гамвелл-Холл. После пира слуга по имени Маленький Джон затевает различные игры, во всех них Робин одерживает верх. Гамвелл, впечатлённый племянникоом, делает его своим наследником, а тот по своей просьбе получает Джона в качестве пажа. Спустя время Джон и Робин отправляются в Шервудский лес, где встречают йоменов под началом последнего. Появляется Клоринда, «королева пастушек», она хочет добыть оленя для завтрашней ярмарки в Татбери. Робин сопровождает её и оказывается приятно удивлён метким выстрелом. Он предлагает Клоринде выйти замуж за него, та соглашается. На следующий день по дороге на ярмарку восемь разбойников окружают их и требуют отдать оленя. Робин и Джон в схватке убивают пятерых из них, пощадив остальных. Обручившись в Татбери, молодожёны возвращаются и празднуют свадьбу в лесу. Баллада завершается пожеланием того, чтобы у короля появились наследники.
Эклектичность и неправдоподобность баллады бросаются в глаза с первых строк. Сообщается, что отец Робина был знаком с гуртовщиком из Уэйкфилда, а также с Адамом, Климом и Уильямом, героями других известных историй. Сообщается, что он мог пустить стрелу «на две мили и один дюйм», что лежит абсолютно за пределами возможностей лучника и является своеобразным «рекордом» дальности выстрела в историях о Робин Гуде. Дедушкой Робина по материнской линии является Гай из Уорика, известный герой средневекового рыцарского романса. Его дядя носит имя Гамвелл, в другой балладе так зовётся племянник Робина. Не объясняется, откуда в подчинении у Робина взялись йомены, если сам он принадлежит к прослойке джентри. В отличие от других баллад, действие которых происходит летом, здесь, по крайней мере в первой половине истории, речь идёт о времени Рождества. Ещё одна необычная для баллад деталь — явное присутствие рассказчика, который называет себя «королём скрипачей» (king of the fidlers) и заявляет, что сам присутствовал в Татбери и на свадебном пиру в Шервуде.